# Ляпуново (Байкаловський район)
Ляпуно́во (рос. Ляпуново) — село у складі Байкаловського району Свердловської області. Входить до складу Байкаловського сільського поселення.
Населення — 908 осіб (2010, 1078 у 2002).
Національний склад населення станом на 2002 рік: росіяни — 93 %.